# Fußball-Club Bayern München 1976-1977
Questa voce raccoglie le informazioni riguardanti il Fußball-Club Bayern München nelle competizioni ufficiali della stagione 1976-1977.

## Stagione
In questa stagione il Bayern finisce settimo in Bundesliga e arriva ai quarti di finale nella coppa nazionale, dove viene eliminato dall'Herta Berlino, inoltre Franz Beckenbauer vince il suo secondo Pallone d'oro; questa è però l'ultima stagione nel club per il difensore.
In campo internazionale, invece, i tedeschi campioni d'Europa in carica vengono sconfitti nella Supercoppa UEFA dai belgi dell'Anderlecht, che vincono 4-1 la partita casalinga dopo essere stati sconfitti 2-1 a Monaco. In seguito però, il Bayern vince la prima Coppa Intercontinentale battendo i brasiliani del Cruzeiro 2-1 in casa e pareggiando 0-0 in Sudamerica. Tuttavia in Coppa dei Campioni, dopo aver vinto il trofeo nelle ultime tre edizioni, il cammino questa volta si ferma nei quarti di finale: è la Dinamo Kiev a passare il turno, che viene sconfitta 1-0 a Monaco ma ha la meglio vincendo 2-0 la partita fra le mura amiche. Da notare che i sovietici avevano già sconfitto il Bayern nella passata edizione della Supercoppa UEFA.

## Maglie e sponsor
| Casa | Trasferta |  |

## Rosa
| N. |                     | Ruolo | Calciatore               |
| -- | ------------------- | ----- | ------------------------ |
|    | Germania (bandiera) | P     | Hubertus Licht           |
|    | Germania (bandiera) | P     | Sepp Maier               |
|    | Germania (bandiera) | P     | Manfred Ober             |
|    | Svezia (bandiera)   | D     | Björn Andersson          |
|    | Germania (bandiera) | D     | Klaus Augenthaler        |
|    | Germania (bandiera) | D     | Franz Beckenbauer        |
|    | Germania (bandiera) | D     | Peter Gruber             |
|    | Germania (bandiera) | D     | Udo Horsmann             |
|    | Germania (bandiera) | D     | Jupp Kapellmann          |
|    | Turchia (bandiera)  | D     | Erhan Önal               |
|    | Germania (bandiera) | D     | Vesely Schenk            |
|    | Germania (bandiera) | D     | Hans-Georg Schwarzenbeck |
|    | Germania (bandiera) | D     | Sepp Weiß                |

| N. |                      | Ruolo | Calciatore            |
| -- | -------------------- | ----- | --------------------- |
|    | Germania (bandiera)  | C     | Alfred Arbinger       |
|    | Germania (bandiera)  | C     | Bernd Dürnberger      |
|    | Germania (bandiera)  | C     | Uli Hoeneß            |
|    | Germania (bandiera)  | C     | Franz Roth            |
|    | Danimarca (bandiera) | C     | Kjeld Seneca          |
|    | Germania (bandiera)  | A     | Eduard Kirschner      |
|    | Germania (bandiera)  | A     | Fritz Kloo            |
|    | Germania (bandiera)  | A     | Rainer Künkel         |
|    | Germania (bandiera)  | A     | Gerd Müller           |
|    | Germania (bandiera)  | A     | Wilhelm Reisinger     |
|    | Germania (bandiera)  | A     | Karl-Heinz Rummenigge |
|    | Svezia (bandiera)    | A     | Conny Torstensson     |

## Organigramma societario
Area direttiva
- Presidente:  Wilhelm Neudecker

Area tecnica
- Allenatore: Dettmar Cramer
- Allenatore in seconda: Werner Olk
- Preparatore dei portieri:
- Preparatori atletici:

## Calciomercato

### Sessione estiva
| Acquisti | Acquisti          | Acquisti                 | Acquisti |
| R.       | Nome              | da                       | Modalità |
| -------- | ----------------- | ------------------------ | -------- |
| D        | Klaus Augenthaler | Bayern Monaco (juniores) |          |
| A        | Eduard Kirschner  | 1. FC Passau             |          |

| Cessioni | Cessioni           | Cessioni     | Cessioni |
| R.       | Nome               | a            | Modalità |
| -------- | ------------------ | ------------ | -------- |
| D        | Bernd Förster      | Saarbrücken  |          |
| D        | Johnny Hansen      | Vejle        |          |
| D        | Richard Mamajewski | Monaco 1860  |          |
| A        | Jürgen Marek       | Saarbrücken  |          |
| C        | Franz Michelberger | Schwenningen |          |
| C        | Ludwig Schuster    | Saarbrücken  |          |
| C        | Günther Weiß       | Bayreuth     |          |
| C        | Rainer Zobel       | Lüneburger   |          |

### Sessione invernale
| Acquisti | Acquisti | Acquisti | Acquisti |
| R.       | Nome     | da       | Modalità |
| -------- | -------- | -------- | -------- |

| Cessioni | Cessioni | Cessioni | Cessioni |
| R.       | Nome     | a        | Modalità |
| -------- | -------- | -------- | -------- |

## Risultati

### Bundesliga

#### Girone di andata
| Arbitro: | Schröder |

|                           |           |           |
| Rummenigge 69’ Müller 74’ | Marcatori | 3’ Bommer |

| Arbitro: | Jensen |

|                                                          |           |                               |
| Bregman 8’ Thies 21’ Seliger 33’ Dietz 63’ Schneider 88’ | Marcatori | 2’ Torstensson 69’ Rummenigge |

| Arbitro: | Hennig |

|                           |           |                        |
| Hoeneß 60’ Dürnberger 62’ | Marcatori | 52’ Hollmann 77’ Frank |

| Arbitro: | Eschweiler |

|                     |           |            |
| Szymanek 86’ (rig.) | Marcatori | 33’ Hoeneß |

| Arbitro: | Quindeau |

|                                                                        |           |  |
| Kapellmann 23’ Rummenigge 30’, 77’, 89’ Müller 35’, 39’, 48’, 57’, 86’ | Marcatori |  |

| Arbitro: | Horstmann |

|                                                  |           |                                                                         |
| Ellbracht 24’, 43’ Kaczor 39’, 80’ Pochstein 53’ | Marcatori | 54’ Rummenigge 56’ Schwarzenbeck 64’, 73’ (rig.) Müller 76’, 89’ Hoeneß |

| Arbitro: | Biwersi |

|                                              |           |             |
| Rummenigge 9’ Hoeneß 41’, 78’ Dürnberger 79’ | Marcatori | 60’ Overath |

| Arbitro: | Roth |

|                                 |           |                                |
| Vöge 60’ Kostedde 80’ Hartl 89’ | Marcatori | 44’, 77’ Rummenigge 54’ Müller |

| Arbitro: | Linn |

|  |           |                                                                 |
|  | Marcatori | 11’, 46’, 67’, 82’ Fischer 44’ Kremers 64’ Dubski 74’ Abramczik |

| Arbitro: | Fork |

|                     |           |                                            |
| Weist 36’ Röber 88’ | Marcatori | 19’ Müller 68’ Dürnberger 73’ (aut.) Geils |

| Arbitro: | Kindervater |

|                                                          |           |                           |
| Müller 35’, 61’, 82’, 89’ Torstensson 49’ Kapellmann 73’ | Marcatori | 43’ Reimann 54’ Bjørnmose |

| Arbitro: | Waltert |

|             |           |            |
| Pirrung 51’ | Marcatori | 36’ Müller |

| Arbitro: | Jensen |

|                                                                  |           |                   |
| Müller 31’, 89’ (rig.) Dürnberger 50’ Beckenbauer 66’ Hoeneß 77’ | Marcatori | 22’ (rig.) Cremer |

| Arbitro: | Schröder |

|          |           |                                            |
| Bast 79’ | Marcatori | 21’, 76’ Müller 50’ Beckenbauer 78’ Hoeneß |

| Arbitro: | Ahlenfelder |

|                   |           |                             |
| Struth 60’ (rig.) | Marcatori | 41’ Horsmann 50’ Rummenigge |

| Arbitro: | Horstmann |

|  |           |                                       |
|  | Marcatori | 30’ Nickel 74’ (rig.), 77’ Hölzenbein |

| Arbitro: | Roth |

|              |           |  |
| Simonsen 52’ | Marcatori |  |

#### Girone di ritorno
| Düsseldorf 15 gennaio 1977, ore 15:30 CET 18ª giornata | Fortuna Düsseldorf | 0 – 0 referto | Bayern Monaco | Rheinstadion (38 000 spett.)\| Arbitro: \| Redelfs \| |
| Arbitro:                                               | Redelfs            |               |               |                                                       |

| Arbitro: | Biwersi |

|                            |           |             |
| Müller 33’ Torstensson 58’ | Marcatori | 6’, 9’ Worm |

| Arbitro: | Hilker |

|               |           |  |
| Handschuh 49’ | Marcatori |  |

| Arbitro: | Burgers |

|            |           |  |
| Gruber 83’ | Marcatori |  |

| Arbitro: | Waltert |

|                          |           |               |
| Wendt 43’, 76’ Baake 52’ | Marcatori | 83’ Kirschner |

| Arbitro: | Niemann |

|            |           |            |
| Künkel 26’ | Marcatori | 13’ Kaczor |

| Arbitro: | Engel |

|                                         |           |  |
| van Gool 8’, 17’ Beckenbauer 57’ (aut.) | Marcatori |  |

| Arbitro: | Jensen |

|            |           |                        |
| Künkel 20’ | Marcatori | 29’ Kostedde 89’ Huber |

| Gelsenkirchen 19 marzo 1977, ore 15:30 CET 26ª giornata | Schalke 04 | 0 – 0 referto | Bayern Monaco | Parkstadion (70 000 spett.)\| Arbitro: \| Antz \| |
| Arbitro:                                                | Antz       |               |               |                                                   |

| Arbitro: | Hennig |

|          |           |  |
| Roth 66’ | Marcatori |  |

| Arbitro: | Burgers |

|                                                                         |           |  |
| Zaczyk 19’ Reimann 21’ Memering 55’ Volkert 67’ (rig.) Steffenhagen 73’ | Marcatori |  |

| Arbitro: | Roth |

|                                  |           |  |
| Müller 1’ Rummenigge 9’ Önal 57’ | Marcatori |  |

| Arbitro: | Ahlenfelder |

|                                                    |           |            |
| Stegmayer 21’, 40’, 60’, 75’ Denz 80’ Schuster 88’ | Marcatori | 70’ Müller |

| Arbitro: | Quindeau |

|                                                 |           |              |
| Beckenbauer 4’ Müller 55’, 59’, 84’ (rig.), 86’ | Marcatori | 64’ Hrubesch |

| Arbitro: | Fork |

|                                                           |           |  |
| Torstensson 37’ Kapellmann 42’, 88’ Müller 67’ Hoeneß 89’ | Marcatori |  |

| Arbitro: | Walz |

|                           |           |                |
| Nickel 34’ Hölzenbein 52’ | Marcatori | 32’ Rummenigge |

| Arbitro: | Biwersi |

|                                |           |                           |
| Müller 36’ Wittkamp 90’ (aut.) | Marcatori | 20’ Heynckes 22’ Stielike |

### Coppa di Germania
| Arbitro: | Kaiser |

|  |           | |
|  | Marcatori | 9’, 21’, 71’ Dürnberger 12’, 64’ (rig.) Müller 15’ Schwarzenbeck 43’ Kapellmann 48’ (aut.) Müssel 59’, 82’ Hoeneß |

| Arbitro: | Engel |

|                                                               |           |            |
| Kapellmann 31’ Rummenigge 59’ Torstensson 71’, 80’ Hoeneß 89’ | Marcatori | 41’ Hidien |

| Arbitro: | Stumpf |

|                                                                                             |           |              |
| Roth 9’ Müller 12’, 40’, 48’, 56’ (rig.), 79’ Seneca 25’ Hoeneß 72’ Weiß 83’ Rummenigge 84’ | Marcatori | 68’ Großmann |

| Arbitro: | Möckel |

|                                      |           |                                      |
| Müller 18’, 24’, 27’, 80’ Künkel 45’ | Marcatori | 13’ Reisinger 29’ Kirschner 76’ Önal |

| Arbitro: | Kindervater |

|                                                    |           |                        |
| Granitza 51’ (rig.), 100’ Horr 107’ Gersdorff 116’ | Marcatori | 6’ Kapellmann 95’ Weiß |

### Coppa dei Campioni
| Arbitro: | Victor |

|  |           |                                                    |
|  | Marcatori | 3’, 24’ Torstensson 19’, 33’ Müller 64’ Dürnberger |

| Arbitro: | Jarguz |

|                                |           |             |
| Beckenbauer 7’ Torstensson 74’ | Marcatori | 34’ Poulsen |

| Arbitro: | Héliès |

|                      |           |            |
| Lorenc 11’ Lička 28’ | Marcatori | 53’ Müller |

| Arbitro: | Maksimović |

|                                                               |           |  |
| Müller 15’, 48’ Rummenigge 37’ Kapellmann 71’ Torstensson 74’ | Marcatori |  |

| Arbitro: | Garrido |

|            |           |  |
| Künkel 43’ | Marcatori |  |

| Arbitro: | Linemayr |

|                                 |           |  |
| Burjak 83’ (rig.) Slobodjan 87’ | Marcatori |  |

### Supercoppa UEFA
| Arbitro: | Burns |

|                 |           |          |
| Müller 58’, 88’ | Marcatori | 16’ Haan |

| Arbitro: | Schiller |

|                                                |           |            |
| Rensenbrink 20’, 82’ van der Elst 25’ Haan 59’ | Marcatori | 62’ Müller |

## Statistiche

### Statistiche di squadra
| Competizione       | Punti | In casa | In casa | In casa | In casa | In casa | In casa | In trasferta | In trasferta | In trasferta | In trasferta | In trasferta | In trasferta | Totale | Totale | Totale | Totale | Totale | Totale | DR  |
| Competizione       | Punti | G       | V       | N       | P       | Gf      | Gs      | G            | V            | N            | P            | Gf           | Gs           | G      | V      | N      | P      | Gf     | Gs     | DR  |
| ------------------ | ----- | ------- | ------- | ------- | ------- | ------- | ------- | ------------ | ------------ | ------------ | ------------ | ------------ | ------------ | ------ | ------ | ------ | ------ | ------ | ------ | --- |
| Bundesliga         | 37    | 17      | 10      | 4       | 3       | 49      | 25      | 17           | 4            | 5            | 8            | 25           | 40           | 34     | 14     | 9      | 11     | 74     | 65     | +9  |
| Coppa di Germania  | -     | 3       | 3       | 0       | 0       | 20      | 5       | 2            | 1            | 0            | 1            | 12           | 4            | 5      | 4      | 0      | 1      | 32     | 9      | +23 |
| Coppa dei Campioni | -     | 3       | 3       | 0       | 0       | 8       | 1       | 3            | 1            | 0            | 2            | 6            | 4            | 6      | 4      | 0      | 2      | 14     | 5      | +9  |
| Supercoppa UEFA    | -     | 1       | 1       | 0       | 0       | 2       | 1       | 1            | 0            | 0            | 1            | 1            | 4            | 2      | 1      | 0      | 1      | 3      | 5      | -2  |
| Totale             | 37    | 24      | 17      | 4       | 3       | 79      | 32      | 23           | 6            | 5            | 12           | 44           | 52           | 47     | 23     | 9      | 15     | 123    | 84     | +39 |

### Andamento in campionato
| Giornata  | 1 | 2  | 3  | 4  | 5 | 6 | 7 | 8 | 9 | 10 | 11 | 12 | 13 | 14 | 15 | 16 | 17 | 18 | 19 | 20 | 21 | 22 | 23 | 24 | 25 | 26 | 27 | 28 | 29 | 30 | 31 | 32 | 33 | 34 |
| --------- | - | -- | -- | -- | - | - | - | - | - | -- | -- | -- | -- | -- | -- | -- | -- | -- | -- | -- | -- | -- | -- | -- | -- | -- | -- | -- | -- | -- | -- | -- | -- | -- |
| Luogo     | C | T  | C  | T  | C | T | C | T | C | T  | C  | T  | C  | T  | T  | C  | T  | T  | C  | T  | C  | T  | C  | T  | C  | T  | C  | T  | C  | T  | C  | C  | T  | C  |
| Risultato | V | P  | N  | N  | V | V | V | N | P | V  | V  | N  | V  | V  | V  | P  | P  | N  | N  | P  | V  | P  | N  | P  | P  | N  | V  | P  | V  | P  | V  | V  | P  | N  |
| Posizione | 6 | 11 | 10 | 12 | 5 | 4 | 3 | 4 | 6 | 5  | 4  | 4  | 2  | 2  | 2  | 3  | 3  | 2  | 2  | 4  | 3  | 4  | 4  | 5  | 7  | 7  | 6  | 9  | 6  | 8  | 8  | 6  | 6  | 7  |

Legenda:

Luogo: C = Casa; T = Trasferta. Risultato: V = Vittoria; N = Pareggio; P = Sconfitta.

### Statistiche dei giocatori
| Giocatore        | Bundesliga | Bundesliga | Bundesliga  | Bundesliga | Coppa di Germania | Coppa di Germania | Coppa di Germania | Coppa di Germania | Coppa dei Campioni | Coppa dei Campioni | Coppa dei Campioni | Coppa dei Campioni | Totale   | Totale | Totale      | Totale     |
| Giocatore        | Presenze   | Reti       | Ammonizioni | Espulsioni | Presenze          | Reti              | Ammonizioni       | Espulsioni        | Presenze           | Reti               | Ammonizioni        | Espulsioni         | Presenze | Reti   | Ammonizioni | Espulsioni |
| ---------------- | ---------- | ---------- | ----------- | ---------- | ----------------- | ----------------- | ----------------- | ----------------- | ------------------ | ------------------ | ------------------ | ------------------ | -------- | ------ | ----------- | ---------- |
| B. Andersson     | 23         | 0          | 1           | 0          | 3                 | 0                 | 0                 | 0                 | 6                  | 0                  | 0                  | 0                  | 32       | 0      | 1           | 0          |
| A. Arbinger      | 6          | 0          | 0           | 0          | 3                 | 0                 | 0                 | 0                 | 0                  | 0                  | 0                  | 0                  | 9        | 0      | 0           | 0          |
| K. Augenthaler   | 0          | 0          | 0           | 0          | 0                 | 0                 | 0                 | 0                 | 0                  | 0                  | 0                  | 0                  | 0        | 0      | 0           | 0          |
| F. Beckenbauer   | 33         | 3          | 0           | 0          | 4                 | 0                 | 0                 | 0                 | 6                  | 1                  | 0                  | 0                  | 43       | 4      | 0           | 0          |
| B. Dürnberger    | 17         | 4          | 1           | 0          | 2                 | 3                 | 0                 | 0                 | 4                  | 1                  | 0                  | 0                  | 23       | 8      | 1           | 0          |
| P. Gruber        | 16         | 1          | 4           | 0          | 2                 | 0                 | 2                 | 0                 | 2                  | 0                  | 1                  | 0                  | 20       | 1      | 7           | 0          |
| U. Hoeneß        | 27         | 9          | 0           | 0          | 4                 | 4                 | 0                 | 0                 | 6                  | 0                  | 0                  | 0                  | 37       | 13     | 0           | 0          |
| U. Horsmann      | 22         | 1          | 1           | 0          | 5                 | 0                 | 0                 | 0                 | 3                  | 0                  | 1                  | 0                  | 30       | 1      | 2           | 0          |
| J. Kapellmann    | 31         | 4          | 5           | 0          | 5                 | 3                 | 0                 | 0                 | 6                  | 1                  | 0                  | 0                  | 42       | 8      | 5           | 0          |
| E. Kirschner     | 13         | 1          | 1           | 0          | 1                 | 0                 | 0                 | 0                 | 1                  | 0                  | 0                  | 0                  | 15       | 1      | 1           | 0          |
| F. Kloo          | 0          | 0          | 0           | 0          | 0                 | 0                 | 0                 | 0                 | 0                  | 0                  | 0                  | 0                  | 0        | 0      | 0           | 0          |
| R. Künkel        | 14         | 2          | 0           | 0          | 3                 | 1                 | 0                 | 0                 | 3                  | 1                  | 0                  | 0                  | 20       | 4      | 0           | 0          |
| H. Licht         | 0          | 0          | 0           | 0          | 1                 | 0                 | 0                 | 0                 | 0                  | 0                  | 0                  | 0                  | 1        | 0      | 0           | 0          |
| S. Maier         | 34         | 0          | 1           | 0          | 4                 | 0                 | 0                 | 0                 | 6                  | 0                  | 0                  | 0                  | 44       | 0      | 1           | 0          |
| G. Müller        | 25         | 28         | 2           | 0          | 4                 | 11                | 0                 | 0                 | 4                  | 5                  | 1                  | 0                  | 33       | 44     | 3           | 0          |
| M. Ober          | 0          | 0          | 0           | 0          | 0                 | 0                 | 0                 | 0                 | 0                  | 0                  | 0                  | 0                  | 0        | 0      | 0           | 0          |
| W. Reisinger     | 1          | 0          | 0           | 0          | 0                 | 0                 | 0                 | 0                 | 0                  | 0                  | 0                  | 0                  | 1        | 0      | 0           | 0          |
| F. Roth          | 20         | 1          | 0           | 0          | 3                 | 1                 | 1                 | 0                 | 3                  | 0                  | 0                  | 0                  | 26       | 2      | 1           | 0          |
| K. Rummenigge    | 31         | 12         | 1           | 0          | 5                 | 2                 | 0                 | 0                 | 6                  | 1                  | 0                  | 0                  | 42       | 15     | 1           | 0          |
| V. Schenk        | 6          | 0          | 1           | 0          | 0                 | 0                 | 0                 | 0                 | 0                  | 0                  | 0                  | 0                  | 6        | 0      | 1           | 0          |
| G. Schwarzenbeck | 31         | 1          | 4           | 0          | 3                 | 1                 | 0                 | 0                 | 6                  | 0                  | 0                  | 0                  | 40       | 2      | 4           | 0          |
| K. Seneca        | 5          | 0          | 0           | 0          | 2                 | 1                 | 0                 | 0                 | 1                  | 0                  | 0                  | 0                  | 8        | 1      | 0           | 0          |
| C. Torstensson   | 33         | 4          | 3           | 0          | 4                 | 2                 | 0                 | 0                 | 6                  | 4                  | 0                  | 0                  | 43       | 10     | 3           | 0          |
| J. Weiß          | 11         | 0          | 0           | 0          | 3                 | 2                 | 0                 | 0                 | 2                  | 0                  | 0                  | 0                  | 16       | 2      | 0           | 0          |
| E. Önal          | 10         | 1          | 0           | 0          | 0                 | 0                 | 0                 | 0                 | 2                  | 0                  | 0                  | 0                  | 12       | 1      | 0           | 0          |